# Crassula corallina
Crassula corallina är en fetbladsväxtart. Crassula corallina ingår i släktet krassulor, och familjen fetbladsväxter.

## Underarter
Arten delas in i följande underarter:
- C. c. corallina
- C. c. macrorrhiza